# Wahlbezirk Österreich unter der Enns 9
Der Wahlbezirk Österreich unter der Enns 9 war ein Wahlkreis für die Wahlen zum Abgeordnetenhaus im österreichischen Kronland Österreich unter der Enns. Der Wahlbezirk wurde 1907 mit der Einführung der Reichsratswahlordnung geschaffen und bestand bis zum Zusammenbruch der Habsburgermonarchie.

## Geschichte
Nachdem der Reichsrat im Herbst 1906 das allgemeine, gleiche, geheime und direkte Männerwahlrecht beschlossen hatte, wurde mit 26. Jänner 1907 die große Wahlrechtsreform durch Sanktionierung von Kaiser Franz Joseph I. gültig. Mit der neuen Reichsratswahlordnung schuf man insgesamt 516 Wahlbezirke, wobei mit Ausnahme Galiziens in jedem Wahlbezirk ein Abgeordneter im Zuge der Reichsratswahl gewählt wurde. Der Abgeordnete musste sich dabei im ersten Wahlgang oder in einer Stichwahl mit absoluter Mehrheit durchsetzen. Der Wahlkreis Österreich unter der Enns 9 umfasste jenen Teil des 4. Wiener Gemeindebezirk Wieden, der westlich der Linie Gußhausstraße, Favoritenstraße, Waltergasse, Schaumburggasse, Rainergasse, Blechthurmgasse, Wiednergürtel, Heugasse liegt.
Aus der Reichsratswahl 1907 ging Heinrich Schmied (Christlichsoziale Partei) im ersten Wahlgang als Sieger hervor. Bei der Reichsratswahl 1911 setzte sich Ernst Viktor Zenker durch.

## Wahlergebnisse

### Reichsratswahl 1907
Die Reichsratswahl 1907 wurde am 14. Mai 1907 (erster Wahlgang) durchgeführt. Die Stichwahl entfiel auf Grund der absoluten Mehrheit von Heinrich Schmied im ersten Wahlgang.
| Kandidat                                                                     | Partei                             | Wahlkreis- stimmen | Stimmen- anteil |
| ---------------------------------------------------------------------------- | ---------------------------------- | ------------------ | --------------- |
| Heinrich Schmied                                                             | Christlichsoziale Partei           | 2878               | 55,7 %          |
| Dr. Medinger                                                                 | deutsch-fortschrittlicher Kandidat | 1071               | 20,7 %          |
| Andreas Grosse                                                               | Sozialdemokratische Arbeiterpartei | 591                | 11,4 %          |
| Goebel                                                                       | Beamtenpartei                      | 261                | 5,1 %           |
| Dr. Scheu                                                                    | radikale Partei                    | 165                | 3,2 %           |
| Sonstige                                                                     |                                    | 199                | 3,9 %           |
| Wahlberechtigte: 5918, Ungültige/Leere Stimmen: 173, Wahlbeteiligung: 90,2 % |                                    |                    |                 |

### Reichsratswahl 1911
Die Reichsratswahl 1911 wurde am 13. Juni 1911 (erster Wahlgang) sowie am 20. Juni 1911 (Stichwahl) durchgeführt.

#### Erster Wahlgang
| Kandidat                                                                     | Partei                             | Wahlkreis- stimmen | Stimmen- anteil |
| ---------------------------------------------------------------------------- | ---------------------------------- | ------------------ | --------------- |
| Heinrich Schmied                                                             | Christlichsoziale Partei           | 2322               | 45,8 %          |
| Ernst Viktor Zenker                                                          | wirtschaftspolitische Reichspartei | 1909               | 37,6 %          |
| Anton Dangl                                                                  | Sozialdemokratische Arbeiterpartei | 608                | 12,0 %          |
| Ludwig Klepetko                                                              | tschechisch-nationaler Kandidat    | 89                 | 1,8 %           |
| Sonstige                                                                     |                                    | 145                | 2,9 %           |
| Wahlberechtigte: 6390, Ungültige/Leere Stimmen: 357, Wahlbeteiligung: 85,0 % |                                    |                    |                 |

#### Stichwahl
| Kandidat                                                               | Partei                             | Wahlkreis- stimmen | Stimmen- anteil |
| ---------------------------------------------------------------------- | ---------------------------------- | ------------------ | --------------- |
| Ernst Viktor Zenker                                                    | wirtschaftspolitische Reichspartei | 2718               | 52,5 %          |
| Heinrich Schmied                                                       | Christlichsoziale Partei           | 2455               | 47,5 %          |
| Wahlberechtigte: 6390, Ungültige Stimmen: 194, Wahlbeteiligung: 84,0 % |                                    |                    |                 |